# コントロール・ライン

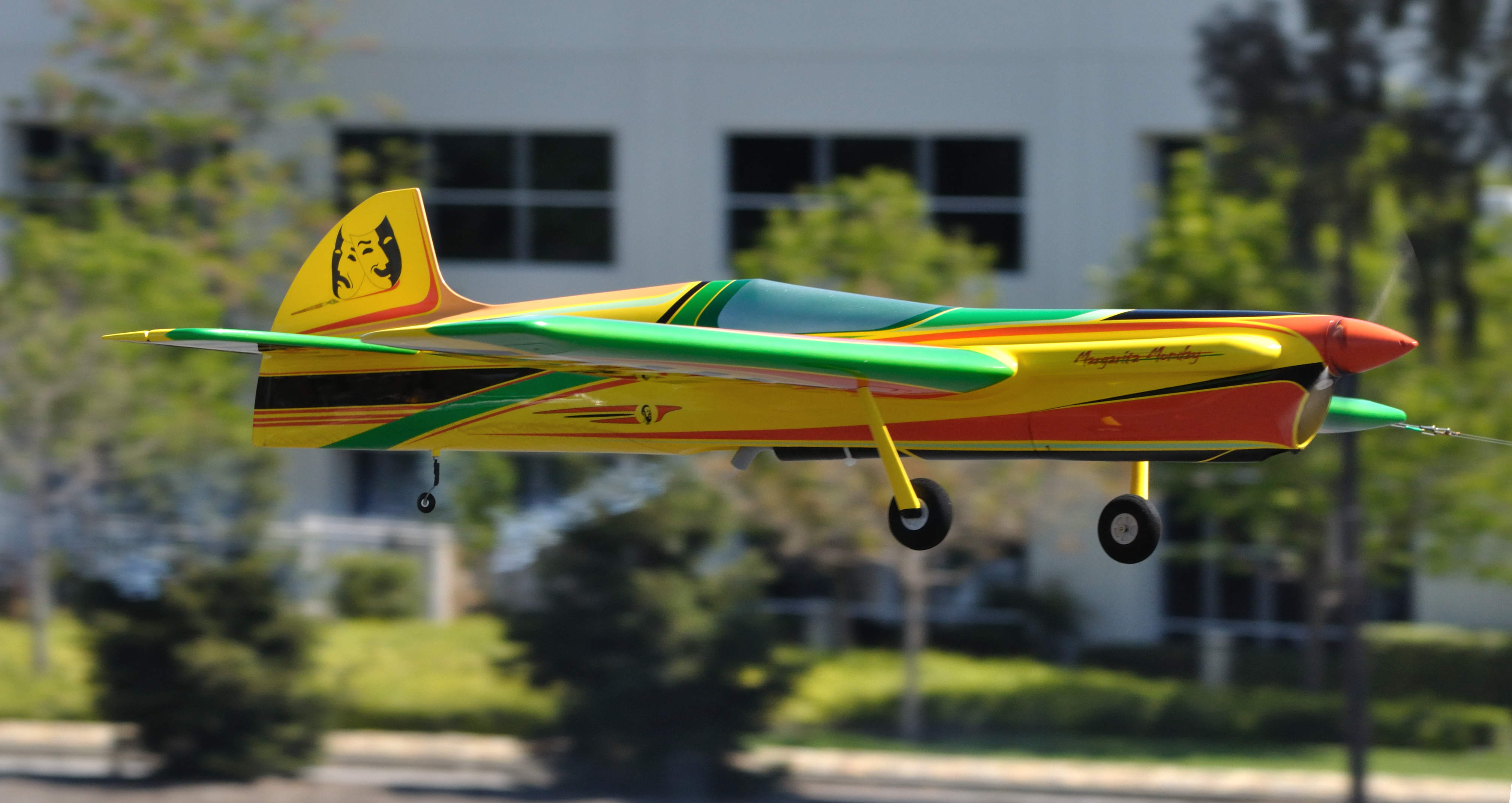
コントロール・ライン

コントロール・ライン（別称・通称「Uコン」。この項目では便宜的に以下「CL」と表記）は、一般的には模型航空機を1本または複数の操縦ラインを使用して飛行操縦させる手段、およびその模型航空機や関連する器具を指す。当該競技を規定するFAIスポーティングコード（規定書）の厳密な定義は「操縦ラインによって制御される飛行状態」とされ、フリーフライト（FF：自由飛行）、ラジオコントロール（RC：ラジコン）のような他の飛行状態と対置されている。本操縦システムは元来「Uコントロール」の商品名で知られ、ラジコン操縦の登場まで、長年のあいだ一般的な模型機操縦法であった。
- 模型航空機、並びに模型航空の一区分であるので、同項目も参照のこと。

## 概要
コントロール・ライン模型飛行機は、翼などを固定してそのまま飛行させるフリーフライト模型機に対置される機種として発生した。CL模型機はラジオコントロール模型機より安価で、同じくらいスリルのある楽しい趣味である。基本的な道具を揃えれば、機体は独立して1機ずつ多数が製作可能である。親に相当する道具があれば子に相当する飛行機を無限に増やせる楽しみ方と言える。
CLの起源は不詳であるが、現在のシステムをはじめて使用した人はオバ・セントクレア（Oba St.Clair）で、1936年6月にアメリカ合衆国オレゴン州グレシャム付近であった。CLの推進者で公式に「Uコントロール」の商品名で特許を取ったシステムの発明者として知られているのは、“ジム”ネビルス・E・ウオーカー (Nevilles E.“Jim” Walker) である。
彼のアメリカン・ジュニア社は極めて巨大な模型飛行機メーカーであり、1955年にセントクレアから起こされた「先に発明した」という訴えの裁判によって覆されるまでは、2本のラインによる操縦システムに関して無数の特許を所有していた。全米大会のCLの曲技種目競技で、最も狙われている賞は、ジュニア・シニア・オープン各級の優勝者が決勝飛行を行い、その総合優勝者に与えられる“ウオーカー杯である。これはもっとも伝統のある賞杯で、現在も続いている。
CLはラジオコントロールに代わる安価な飛行法であるが、高度1.5 m程度で地表近くを飛行するところが目の前に見えるためにそれ以上強い興奮が与えられる。
機体と操縦者は、2本の操縦ラインでつながっている。U字状のハンドルを使いラインのそれぞれを引いたり伸ばしたりして、昇降舵（エレベータ）を操作することにより、模型機のピッチ軸（機首の上げ下げ）を操作するのである。この操縦ラインによって、機体の飛行は操縦者を中心とする半球面上に拘束される。
操縦者と機体を繋ぐ1本の鋼の単線を使って、それを捻ることによって、機体内のネジ機構を廻して昇降舵を操作するシステムもある。ラインが1本だと、2本使う「Uコン式」よりも空気抵抗が少ないので、スピード競技機に使うと有利である。但し、操縦の正確さは2本式よりも劣る。操作ラインには太さ0.2 - 0.5 mmの鋼鉄の単線又は撚り線を使う。超小型機ならば縫い糸・釣り糸も使えるが、空気抵抗は大きい。3本目の操作ラインを、エンジンのスロットル操作用に追加する場合がある。その他の操作用として、それ以上の本数の操作ラインを追加することも出来る。スケールモデル機では、鋼線を経由して電気信号を機体に送り、フラップや引込み脚の操作を行ったこともあった。
小型で大容量のリチウム電池とブラシレスモータの出現により、電動模型飛行機の性能は大幅に向上した。電池が重いため機体内に積まずに地上から絶縁した操作ラインを通じて機体に電流を送る方法もあるが、細いラインだと充分な電流が送れないし、太くすると重くなって空気抵抗が増すという問題がある。

## 機体
CL機の材料と構造は、基本的にラジオコントロール模型機やフリーフライト模型機などと同様である。通常は昔から用いられている材料、例えば、バルサ材・合板材・プラスティック・スプルース材（ヒノキに相当）・発泡ポリスチレンを使うが、最新の複合材料やグラファイト／エポキシなどが特に大きな荷重がかかる部分に使われる場合もある。
構造は、機種によって異なる（後述の「競技」参照）。
- 曲技機とコンバット機は、飛行範囲の半球面上の狭い区域で小回りが利く運動性が必要なためラジオコントロール機より軽く作られる。加えて、コンバット機は空中衝突や墜落が頻繁に生ずるので、手早く、簡単に製作できる必要がある。それに対して曲技機の構造は通常は込み入っており、製作に数100時間を要する。

- スピード機は、高速円周飛行によるラインの強い張力に持ちこたえられるように頑丈に作る。エンジンの最高性能を損なわないためには、剛性の大きいエンジンマウントが重要である。そのために通常は、スピード機の胴体の半分は、アルミニウムやマグネシウムの鋳物の「パン」で構成する。スピード機は、高速状態では遠心力も利用して高度を保つようになるので、主翼が小さく運動性はもとより、揚力も少ない。

- レーシング機は、静止スタートやピット・ストップからの加速をよくするために、軽量に仕上げなければならないが、ピットの助手が高速で滑空進入する機体を捕まえても壊れないように頑丈に作る必要もある。

- 操縦ラインがたるむと操縦できなくなる。通常は、機体が狂っていない限り、遠心力によってラインの張りは保たれる。操縦ラインの張りを保つ追加的な安全策として、方向舵とエンジンの推力線を外に向けることが行われている。操縦ラインの重量とバランスを取るために、円周外側の主翼翼端に錘を積む。

- 最高レベルの曲技機は、様々な部分を調節できるようにしている。翼端の錘は箱に収める形式で、重量を加減できる。方向舵の舵角も調節式である。円周内側の翼端にある操縦ラインのガイドも、前後に動かして機軸と飛行円周との角度を調整できる。更に、昇降舵と曲技用フラップも調節式である。発明者アル・レーブ（Al Rabe）にちなんで「レーブ・ラダー」と呼ばれている、飛行中に舵角を調整できる方向舵もある。近代曲技機は、様々な込み入った調整機構を備えている。

- CL機の多くは内側の主翼が長く非対称形である。曲技機では内側の翼が外側より円周速度が小さく、揚力が減ることを補正するためである。スピード機では、操縦ラインを流線型の翼の中に収めて空気抵抗を減らす目的で内側の主翼の長さを極端に延長している。小型のスピード機では、操縦ラインの空気抵抗は機体の3倍にも達する。

- CL機の胴体の構造は、「プロフィル（横顔、平板）型」と「組立て型」に大別される。この2つは、当該飛行機の特定の用途に応じて異なった種類の翼に組み付けられる。プロフィル型は一枚板から飛行機の側面形（「横顔」）を切り抜いたもので、製作や修理が簡単であり練習機に多く使われている。プロフィル型の模型機では、エンジンが振動して良く回らないことがある。組立て式胴体ならば外見も良く、エンジンも良く回る。

- 小型・簡易構造機として、かつては「ハーフA」（1/2A級、行程容積0.8 - 1 cc）の小型エンジンを積んだ「R.T.F.(レディー・ツー・フライ：すぐに飛ばせる)」型というムクのプラスティックで作ったCL機をどこでも売っていたが、今はほとんど無い。現在では、「A.R.F.（オールモストR.T.F.：多少の手間で飛ばせる）｝型と呼ばれる性能向上型が若干数市販されている。

## 操縦システム

### 2線式（いわゆるUコン）
CL機は、一対の、長さ6 - 21mの、ステンレススチールの、多条撚り線か、単線のピアノ線で操縦する。競技会では飛行する前に、機体の重量や競技種目に応じた一定の荷重の「プル・テスト」（引っ張り試験）を実施して、操縦ラインや、それが取り付けられている機体側の操縦機構（ベルクランク）が、飛行中の遠心力荷重に耐えられるかどうか検証する。スポーツ飛行ではケブラー、ダクロン他の伸びない非金属の操縦ラインを使うこともある。
普通の2線式「Uコントロール」操縦システムは、「リードアウト・ケーブル」、「ベルクランク」、「プッシュロッド」、「コントロール・ホーン」で構成されている。2本の操縦ラインの一方が引かれ、他方が緩められるという差動的な動きは、ベルクランクを回転させ、ベルクランクはプッシュロッドを前後に動かし、プッシュロッドはコントロール・ホーンを介して昇降舵を上下させる。フラップをつけている場合は、これも昇降舵に連動する。
パイロットは、操縦ラインがついているハンドルを立てて握り、指・手首・肘などを使って縦に傾け、操縦ラインに差動的な動き（上述）を起こさせる。一般的には、ハンドルの上側をパイロットの近くに引き寄せるように傾けると、上げ舵で、実機の操縦桿を引いた場合と同様になる。
一般的にはCL機は反時計回り（左回り）に周回飛行するので、リードアウト・ケーブル（機体の翼端から引き出されている操縦ラインの取り付け部）は、左翼にある。逆方向（時計回り・右回り）で飛ばす例もあり、これは場合によっては若干の利点もある。この場合、正立状態の水平飛行ではエンジンのトルクが機体を外側に傾け、操縦ラインの張力を増加させる。
操縦システムを拡張して更に1本の操縦ラインを増やせば、エンジンのスロットルを操作できる。気化器は、ラジオコントロール機用のものである。着艦競技では、通常の昇降舵とフラップの操作に加えて、方向舵・補助翼・リードアウト取り付け位置の前後移動などの操作が、個別に、あるいは組み合わせて使われる。

### モノライン・コントロール（1線式）
モノライン・コントロール（1本のラインによる操縦システム）は、パイロットが操縦ラインを捻ることによって機体を操縦する。モノライン・コントロール用ハンドルには、ベアリングで回転するらせん状に捩れた細長い金属の板が付いていて、板の先に操縦ラインがつながっている。板は穴がかみ合うようなボビンに通してある。パイロットは片手にハンドルを持ち、他の手にはボビンを持つ。ハンドルに対してボビンを前後に動かすとボビンの穴がはまっている捩れた板を捻り、操縦ラインを右または左方向に回転させる。
機体側には、操縦ラインの回転が伝わることによって胴体に付いている渦巻き（蚊取り線香型）型の部品を回転させる。渦巻き型の部品にはプッシュロッドの端がはまっていて、渦巻きの回転によって軸に寄ったり離れたりして、プッシュロッドを前後に動かす。後は、2ライン（Uコン）型と同様にホーンを経て昇降舵が上下に操舵される。
モノライン・コントロールは、2ライン（Uコン）型とくらべると、かなり不正確な操縦システムである。パイロットがボビンで加えた捻りは操縦ラインの弾力に吸収されてしまうので一部しか機体に伝わらないし、機体に伝わるまでには時間の遅れも生ずる。しかしながら、操縦ラインがたるんでも操縦性は損なわれないし、普通型の多少は細い2本の操縦ラインよりは空気抵抗が小さいという利点がある。

### その他
その他の操縦システムは、CLの草創期に「Uコントロール」の特許を避けるために考えられたやり方で、例えば、ベルクランクを使わずに、操縦ラインをプーリーを経由して直接にホーンに繋ぐことも行われた。これらは次善の策であり、性能は劣り、消滅した。

## 原動機

### エンジン本体
CL機のエンジンの大きさは、通常は行程容積0.049立方インチ（0.8 cc、ゼロヨンキュウと呼ぶ） - 0.60立方インチ（10 cc、ロクマルと呼ぶ）の範囲であるが、0.90立方インチ（15 cc、キュウマルと呼ぶ）まで拡大される場合もある。形式は2ストロークエンジンのグローエンジンが多いが、電動モーターや、パルスジェットエンジン、ターボジェットエンジンが使われる場合もある。
CL機は、ラジオコントロール機や実機に比べると馬力荷重（機体重量/出力）がかなり小さい。競技会で使うことが出来る操縦ラインの長さは70フィート（21.34 m）以下で、機体やエンジンが大きすぎると飛行が困難になる。稀な事例であるが、150フィート（約45 m）の操縦ラインが使われたこともあった。
高出力・高速が必要な競技種目のエンジンは、レシプロ式としては極めて高回転である。F.A.I.級競技のスピード種目で使う行程容積2.5 cc（0.15立方インチ、イチゴと呼ぶ）は45000回転/分で3馬力以上の出力がある。この回転数は実物のターボジェットより高く、容積当たり出力は1200馬力/リットルで、実物のレース用オートバイやフォーミュラ1レーシングカーのエンジンのそれよりも大きい。CLスピード機のエンジンは、実物各種よりも小型であるので、新設計やテストを安価・手軽に行うことが出来る。そのため、実物・他種模型の2ストロークエンジンの技術進歩をリードすることがある。

### 燃料
CLエンジンの燃料には、ニトロメタン10%、カストル油（ひまし油）20%、メタノール70%を基準とした様々な混合比のものが使われる。カストル油の代わりに合成油を使う場合もあるが、CL機の飛行ではフリーフライト機やラジオコントロール機と異なりエンジンを終始高速で廻しており、このような条件ではカストル油のほうが潤滑性能や冷却性能が良くエンジンにとっては安全とされる。他方で合成油に比べると粘り気が強く、その抵抗で僅かに出力が低下する。エンジンのシリンダーにスラッジが残りにくい。ラジオコントロール用の潤滑油の少ない燃料は、CLに多く使われている旧式のエンジンを急速に傷めることがある。

### パルスジェットエンジンとその燃料
パルスジェットの燃料には、ガソリンのほか、アセトン、メチルエチルケトンなど様々な可燃性の液体を使う。パルスジェットの始動には、燃焼室の横腹に取り付けたスパークプラグを、フォードソンのトラクターで使っているブザーコイルのようなもので連続スパークさせる方法をとる。自転車の空気ポンプか高圧送風機を使って、燃料噴射口をかすめて燃焼室に空気を吹き込み点火する。
可燃性の混合ガスがエンジンに入れば、爆発して衝撃波をテイルパイプに送る。その結果、エンジンの吸い込み口付近が負圧となって新たに空気と燃料を吸い込み、次の爆発が起こる。一旦動き出すとエンジンは急速に高温になり、以降のスパーク点火は要らなくなる。エンジンが始動したら素早く点火装置と送風装置を外して機体を発進させないと、エンジンの高熱によって機体に火が着くおそれがある。パルスジェットの音は非常に大きく、消音器は付けられないので普通の状態では1 km以上に響きわたる。

### プロペラ
CL機のプロペラは、一般に木材（メイプル：さくら材に相当）、グラスファイバーで補強したプラスティック（GFRP、繊維強化プラスチック）、あるいはグラファイト／ケブラー／グラスファイバーとエポキシで出来ている。プロペラのピッチと直径は、エンジンの大きさ、目的になっている飛び方、販売価格によって選択する。
普通のチューンド・パイプ付の61級 (10 cc) の曲技（スタント）用エンジンでは、通常、直径12～3インチ（305～330 mm）前後、ピッチ4インチ (100 mm) 前後の、グラファイト／エポキシ製プロペラを使う。20級（3.3 cc）のスポーツ機では、安上がりの直径9インチ (230 mm)、ピッチ4インチ (100 mm) のファイバーグラス補強のプラスティックになるだろう。グラファイト製の曲技用プロペラは手作りないし少量生産で、50ドル以上する。寸法の小さいグラスファイバー補強プラスティック (GRP) スポーツプロペラならば、金型に射出して作るために2ドル程度で買える。

### 燃料タンク
燃料は、金属またはプラスティックのタンクに搭載するのが普通である。CL機は円周飛行をしているために常に遠心力を受けており、燃料はタンク内で円周の外側に寄るので燃料の送出口も同じ側の角に取り付けてある。ラジオコントロール機には「クランク型」タンクが向いているが、CL機ではクサビ型断面のタンクが多用され、燃料の供給状況もそのほうが勝っているようである。
ヴェント（vent：空気抜き）がタンクの飛行円周内側についているか複数のヴェンが付いている形式は「サクション（吸い込み型）型タンク」と呼ばれる。サクション型タンクの燃料供給圧力は飛行時間が経過して燃料が減ってくると低下し、ニードルバルブを絞ったようになりエンジンに供給する混合気は薄くなり、エンジンの回転は上がる。空気がタンクの飛行円周外側にしか入らないようなヴェント取り付けだと、飛行が経過して燃料が減っても燃料の供給圧力は変わらず、混合気の濃さ、つまりエンジンの調子を一定に保つことが出来る。このような型式のタンクを「ユニフロー型タンク」と呼ぶ。
コンバット機や一部のスピード機では、哺乳瓶の乳首・万年筆のゴム製インク袋に動物用の注射器で燃料を押し込んで膨らましたものをタンクに使う。これを「ブラダー（bladder：風船）」タンクと呼び、かなり高圧で燃料を送り出すことが出来る。この種のタンクでは、燃料が無駄に流出しないようにエンジンがかかるまでは燃料パイプをクリップなどで閉じておく。

### 気化器（キャブレター）
普通のタンクの場合は自力で燃料を吸い込まなければならないので吸気口の流速を高くするために絞る必要があり、それによって吸気量が減るが、エンジンに燃料を高圧で送ることが出来ればエンジンは自力で燃料を吸い込む必要が無くなるため、吸気口を大きくすることができて大量の吸気が可能になり出力は向上する。燃料を高圧で送れば燃料がなくなるまで順調に流せるが、燃料パイプに小さな穴があっても漏れてしまうため配管系の工作は難しくなる。
CLエンジンのキャブレターの構造は単純な固定寸法のオリフィス（ベンチュリ、空気取り入れ孔）で、混合比調整も1種類だけである。エンジンは混合比に対応して高速から低速まで広い範囲の回転数でまわることができ、ニードル・バルブの開き方である狭い範囲に合わせることが出来る。いずれにしても機体を発航させてしまえば、エンジンは燃料がなくなるか燃料停止装置を働かせるまで一定の調子でまわり続ける。ヴェンチュリを取り替えて口径を変えれば、エンジンの総出力を増減することが出来る。2ストロークのグローエンジンでも、1回おきにミスファイヤ（失火）させることによって4ストロークモードで回転することがある。プロペラの負荷によって、2～4ストロークのモード変化が生じ、曲技（スタント）の演技（後述）に利用される。
飛行中のエンジンの調子は、燃料の配合・プロペラの直径・プロペラのピッチとピッチ分布・ベンチュリの口径・エンジンの圧縮比・チューンド・エキゾースト・パイプの長さなどを変更することによって、幅広く調整することが出来る。

## 降着装置（脚）
CL機の降着装置（脚）は、ピアノ線に車輪をつけただけの初歩的な形式から競技機のスプリング式ショックアブソーバー付で流線型にカバーされたものまで様々である。引込み脚はスケールモデルでは当たり前であるし、時には曲技機でも付けている。コンバット機やスピード機では、空気抵抗と重量を削減する目的で多くは脚を省略して手投げ発航を行っている。着艦競技機では、空母甲板の制動索（アレスティング・ワイヤー）をつかむアレスティング・フックが増設されている。

## CL競技
CL競技には、スピード、精密曲技（スタント）、チーム・レース、コンバット、着艦競技、スケールなど、様々な種目がある。

### スピード競技
スピード競技は、レシプロエンジンの行程容積別、並びにジェット（パルスジェット）に区分されている。名前の示すように、出来るだけ速く飛ぶことを目指す競技である。
模型機は一定の周回数の時間を計測される。パイロットは飛行半径が変わらないように、その間はハンドルを円周中央に置かれたポールの上U字状のヨークに置いて操縦しなければならない。この措置は、パイロットに模型機を引っ張り、あるいは操縦ラインの張力を増やして加速するような行為（「ホイッピング」と呼ばれる）をさせないためにとられる。アメリカではモノライン・コントロールが普通であるが、F.A.I.の国際級競技では2本ライン式の操縦システム（Uコン）を使わなければならない。
速度記録は、D級（最大の60エンジン：10 cc）並びにジェット級で220マイル (355 km) /時に達したことがある。現在のアメリカの規定では、200マイル (322 km) /時を超えた場合はより太い操縦ラインを付けなければならないようにされている。
スピード機は、通常は「ダリー（dolly：台車）」に乗せて発航する。ダリーは機体を載せて長く離陸滑走することが出来て、その後で空中から切り離されて落下し機体の空気抵抗を削減することができる。着陸は、スキッド（橇）またはパン（軽合金鋳物の下部胴体、前述）で行う。

### 精密曲技競技
精密曲技競技は、一定の順序で行われる演技が正しく精密に行われることを審判団が採点する競技である。この競技はもともと「スタント」（stunt） という名称で、今でも非公式にはそのように呼ばれることが多い。
採点には、最低飛行高度、演技の形、四角宙返りなどの角の半径などが勘案される。大きな競技会の審判員は、通常は事前に数日間にわたる演技の採点法の訓練を受けている。正確に採点することは、競技会で飛ばすのと同じくらい高度な技術が必要である。

#### 機体
CLスタント機は、通常はスパンが1.1 - 1.5mの大型機である。従来の上位機では35 - 60級 (5.6 - 10 cc) の2ストロークエンジンを装着していたが、最近は4ストロークエンジンや電動モーターも多くなった。この模型機は実機（通常は1：1以下）に比べると推力：重量比が大きいが、パイロットが操縦しやすいようにかなりゆっくりと飛行することが指向されている。通常は55 - 60マイル (90 - 100 km) /時で飛行し、1周の時間は5.5秒前後である。これに対してスピード機は200マイル (325 km) /時以上で飛行している。

#### エンジンの出力調整
エンジンは通常、荷重がかかったときに出力が増えるようにセットされている。このセットだとゆっくりと安定した水平飛行を行い、上昇性能は向上する。元々の計画は、普通の2ストロークエンジンが非常に濃い混合気のときは4ストロークで動作し、負荷がかかったときに2ストローク動作に変わるという性質を利用したものであり、「4－2ブレーク（日本では「スイッチング」）と呼ぶ。もっと最近になると、速度規定に合わせるためにチューンド・エキゾースト（排気系の調律）が行われるようになった。この方法は、低ピッチプロペラを使うと、演技中のエンジンの回転と出力の反応に対してより一層高度な制御を行うことが出来る。電動モーターの場合は、負荷に関わらずモーターの回転数を一定に保つフィードバックシステムを内蔵している。

#### 曲技用のフラップ
大多数の競技機は、縦の運動性能を向上させるために主翼に昇降舵と連動するフラップをつけている。フラップは昇降舵を上げ舵にすると下がり、下げ舵にすると上がる。スタント機は対称翼にフラップを付けると、運動性能を向上させる方向にカンバーが付くことになる。フラップの付いていない機体は単純であるという利点があり、それなりにうまく飛ぶ。操作の反応が予見できる・低速で飛行する・操縦ラインがたるまないなどの利点によって、容易にうまく飛ばせる単純なつくりの優れたCL練習機もある。フラップを付けた場合は重くなるが、より滑らかに飛行する。いずれにしても、最高水準のスタント操縦技術に達することは簡単ではなく時間もかかる。

#### 仕上げと外観は重要
スタント機は美しく塗装してある。演技の採点は審判員が主観的に行うため、きれいな機体は点数が上がる可能性がある。アメリカの曲技競技の規程には競技機の外観の採点が含まれており、魅力的な機体を完全に仕上げるのも競技の内である。全米大会においては競技に参加したパイロット同士の投票によって最も美しい機体に「コンクール・デレガンス (Concours d`Elegance) 賞が与えられる。

#### 競技を目標とした練習と支援
CL曲技競技種目は多くの国に普及しており、世界選手権が1年おきに開催され、各国のチームが自由に参加できる。世界選手権や国内選手権のような最高水準の競技会を目標に、何年、あるいはそれ以上の長期計画で、機体の設計・製作・仕上げ・調整・動力の制御・高度の操縦技術の取得など、長い複雑な過程を積み上げることも行われている。オリンピック競技と同じようにトップ選手にはコーチがつき、長時間の練習が行われる。

#### 古典機による競技
スタント競技には、以下のような過去を振り返る種目もある。
- 「オールドタイム・スタント」種目は、昔の一定時期（アメリカでは1953年以前）の設計の機体によって単純な演技種目を飛行する。
- 「クラシック」種目は、1970年以前の設計の機体で現在の演技種目を飛行する。毎年アリゾナ州ツーソンで、上記の2種目を行う「ビンテージ・スタント選手権大会」が開催される。全米大会を上回る世界最大のCL競技会で、世界から200人以上が参加する。

有名なオールドタイマー・スタント機に「リングマスター (Ringmaster)」機がある。当該機は一番たくさんのモデラーにスタント飛行を教えたと確言され、現在でもキットが作られている。毎年テキサス州ではリングマスター機を飛ばす大きな集会が行われている。

### レーシング競技
「レーシング」は、パイロットとピット助手の二人が組んで行う競技である。これには以下の種類・級別がある。
- A級、B級チームレース（エンジンの行程容積別）
- F.A.I.チームレース（世界選手権種目）
- グッドイヤー・レース（機体の外観に一定の制限がある）
- マウス・レース（1/2A級）
- その他

上記種目のレース競技の基本的なやり方は下記のようで、概ね同一である。
- ひとつの飛行サークルで複数機（3 - 4機）が同時飛行する。
- 競争相手より先に一定周回数を飛行すれば勝ち。
- レース中にピット・ストップを行い、ピット助手が給油、エンジンの再始動、機体の再発航を行う

飛行サークルの中央で、複数人のパイロットが同時に飛行させることになるので、相手の機体を追い抜くときなどにぶつからないように、行動については競技規則で定められている。操縦ラインの先に140マイル（225 km）/時で飛行している機体が付いているハンドルを持っているので、パイロットが互いにぶつからないように行動することは簡単ではない。
ピット助手は給油と再始動を行うが、高温のレーシングエンジンは扱いにくく、難しい作業である。F.A.I.チームレースのピット・ストップは4秒くらいで、その間に80マイル（145 km）/時で滑空して来る機体を捕まえ、上腕部につけている圧力タンクから7ccのディーゼル燃料を機体タンクに補給し、必要に応じてエンジンのニードル・バルブと圧縮レバーを調整し、エンジンを再始動し、機体を再発航させる。

### コンバット（空戦）競技
コンバット競技は、全翼タイプまたはポッド・アンド・ブーム型のCL模型機を2機、同じ飛行サークルで同時に飛ばして行う。
両機は、紙テープを曳航する。自機のプロペラや翼を使って相手の紙テープを切れば得点になり、切断1回ごとに加算されるが、地上の場合や反則の場合は減算される。種目によっては、紙テープ全体を切断した場合には「キル」（相手側の戦死）が宣告され、その時点で勝利となる。
コンバット機は高速で極度に機敏に動き回り、互いに相手を追い回すので、機体の消耗率は高い。故意の衝突は許されないが、墜落や事故的又は「それに近い」空中衝突は頻繁に起こる。従って、コンバット競技はパイロットにとっても観客にとっても刺激的な競技である。人間の遠近感の能力ではラジオコントロール飛行でこのような刺激的な接近戦は不可能であるから、コンバット競技はCL独特の境地である。2機の飛行半球面が一致するように、操縦ラインの長さ（ハンドルから機軸まで）は厳格に管理されている。
操縦ラインが切れて機体が飛び去る危険性は存在する。過去においてこれが深刻な安全問題になったことはある。しかしながら現在のほとんど全部のコンバット種目においては、操縦ライン切断時の危険性を減らす対策としてラインが切れたときはエンジンが停止する装置をつけることを規定している。

### 着艦競技
CL着艦競技は、セミスケールの艦載機によって行われる。実機の艦載機は、戦闘のためには高速飛行が、着艦のためには低速飛行と頑丈さが要求される。この特性を模型機で競技化したものである。
着艦競技では、模型機の離着はCL飛行サークルの限られた円周範囲に設置された「航空母艦」の制動索付の「甲板」上で行う。競技飛行では、一定周回数の高速飛行と一定周回数の低速飛行を計測する。それから模型機は着艦フックを下げて、制動索を引っ掛けて狭い「甲板」に着艦を試みる。採点は、高速飛行と低速飛行の速度差と「着艦」の成否による。
着艦競技機は通常、操縦ハンドルについている指操作の引き金で3本目の操縦ラインを操作する。3本目の操縦ラインは、エンジンのスロットルを操作し、着艦フックを降ろす。同時にフラップを下げ、機体の内側の翼端のリードアウト（操縦ラインの取り付け端）を後方に移動させる。
着艦競技機のフラップはスタント機のものと異なり、昇降舵と独立して作動し、低速飛行のために大面積のものを下げる。同時に、リードアウトは後方に移動され、機首は飛行サークルの外に向き、超低速飛行時の操縦ラインの緊張を強化する。このような低速飛行対策によって飛行速度は早く歩くくらいになり、迎え風があれば全く停止して大きな迎え角でプロペラにぶら下がるような状態になることもある。

### スケールモデル競技
CLスケールモデル競技は、実機のスケールモデルを正確につくり、それを飛行させる競技である。採点は、元になった実機に正確に似ているかどうかを見る「静止得点」と、飛行性能による得点の合計である。引っ込み脚、爆弾投下など実機の行う機能を再現できれば、更に得点が追加される。このような追加機能を機械的に操作する場合、その種類の数は利用できる操縦ラインの本数という限界がある。
複雑な動きをするスケールモデルでは、電気的な操作によって動きの数を増やす場合もある。ラジオコントロール発信機を使って、無線信号を送る代わりに絶縁した操縦ラインに信号を流す方法もある。この方法によって操縦ラインを追加しなくても普通のサーボを使った多数の操作が可能になる。

## 安全対策
CL機の飛行は、安全標準に従う限り全く安全である。

### 飛行範囲を飛び出させないための対策
模型機は円周飛行をするように操縦ラインが付いており、通常はその飛行円周が地面に白線などで明示されている。中心の操縦位置の小円も同様に描かれていて、パイロットがその中に居て誰かが飛行円周に入らない限り機体が人にぶつかることは無い。
大部分の競技会では安全バンドでパイロットの手首と操縦ハンドルを結ぶことになっている。これにより、パイロットがうっかりハンドルを離しても機体が飛行サークルを飛び出すことにはならない。このように操縦が失われた場合は飛行円内に墜落することが多いので、機体はともかく人的な被害は生じない。

### 操縦システム破断防止対策
操縦ライン、操縦ハンドル、機体側の操縦システムは、飛行の前に「引っ張りテスト」を行い、余裕を持って機能することを証明しなければならない。例えば機体重量2 kgのスタント機ならば、その10倍 (10G) の20 kgの張力をかけてテストを行う。飛行中の張力は通常5 kg程度で、2本の操縦ラインの1本が切れてもまだ2倍の余裕がある。1本が切れたときは昇降舵が最大舵角になるから、ほとんどの場合は飛行円内に墜落し人的な被害は生じない。スタント機以外の種目でも同様な引っ張りテストを行うが、加える荷重は当該種目の飛行速度に応じて計算した通常の遠心力を基準として、その4倍程度の余裕を見込んでいる。

### 操縦システム破断時の安全対策
コンバット競技では、操縦ラインが切れたり相手機によって切断されたりすることがたびたび起こり、機体が飛行円周よりかなり遠くまで飛んでいくこともある。現在は、操縦ラインが切れた場合にエンジンが停止する装置の取り付けを大部分の競技会において義務付けている。この停止装置は、遠心力がかかっているとき又は操縦ラインに張力がかかっているときだけ燃料が流れるようにする仕組みのものである。いずれにしても、操縦ラインが切れるとエンジンは停止する。それでも操縦ラインが切れて制御できない機体が高速で飛行サークルを飛び出すことは防げないが、エンジンが回っていないので急激に速度を失う。もしエンジンが回っていれば、操縦ラインの抵抗がなくなる分だけ更に加速されることになる。エンジン停止システムの効き目には実績がある。さらに、エンジンとベルクランクをケーブルで結んでおくことを義務付けている競技会も多い。これは空中衝突の結果、機体からエンジンだけが外れて観客のほうに飛んでくることを防ぐ措置である。

### 電線接触による感電事故防止
頭上の送電線は極めて危険である。CL機や操縦ラインが電線に触れるか高圧線に接近した場合、生命に関わる事故となることがある。過去にも何例かCL機と電線による死亡事故が発生している。電線の下の飛行は絶対に避けなければならない。

### 助手を使い、無人発進装置を使った単独飛行を避ける
降着装置（車輪など）が付いているCL機を発航させるとき、スツージ（stooge：助手のことだが、ここでは機体を地面に固定しておく「無人発進装置」を指す）を利用する場合がある。「スツージ」はバネ仕掛けのピンを尾輪などに通してエンジンがまわっている機体を出発点に押さえておく装置で、パイロットが飛行円周の中心でハンドルを手にしてからつながっている紐を引くと、機体を解放して発進させる仕掛けになっている。スツージを使えば機体を抑える助手を使わずに一人で飛ばせるため、スタント機の練習に利用されることが多い。
但し、スツージは故障や事故などでパイロットがハンドルを手にする前に機体を発進させてしまう危険性を内包しており、最悪の場合はパイロットに怪我をさせることもありうる。この場合、ほかに人が居ないから対処することができない。故障と事故としては、スツージの強度が不足で機体を充分に固定できなかったり、エンジンの振動や推力で緩んでしまったり、パイロットが作動紐につまずいて解放してしまったりと、危惧される点は多い。従って、スツージの使用はすすめられない。

### エンジン付き模型飛行機に共通する「安全のための注意点」
- スタント機のような大出力のエンジンに鋭いプロペラをつけて手で廻して始動する場合は、正しいやり方に従わないと危険である。電動スターターを使う手もあるが、手で始動するときは以下の「バック・バンプ法」が安全である。
  - 「バック・バンプ法」は、まずバッテリーを接続せずにエンジンにチョークを行い、プロペラを順方向に廻して混合気を送って始動できる状態にする。それからバッテリーを接続して、圧縮するためにエンジンを逆方向にゆするように廻す。以上が正しく行われたならばエンジンは順方向に始動・回転する。この方法ならば手を逃がす余裕時間があり、エンジンが始動したときに指がプロペラやスピンナーにぶつかることはない。最近のピストンとシリンダーが精密にはまっているエンジンではチョークしただけでも爆発することがあり、バッテリーを接続しなくても始動する例があるので要注意である。
- 始動に使うスパーク発生装置はかなり強い電気ショックで、感電に注意する。
- エンジンが回り始めた後に飛行の準備やエンジンの調整を行う場合には、体のどこの部分もプロペラ回転面に近づけないよう更なる注意が必要である。始動のときの事故は概ね指の小さな切り傷で済むが、エンジンが全速回転を始めた後であれば最悪かなりひどい傷を負う危険がある。
- エンジンが作動している間は、必ず手元に消火器を用意しておかなければならない。
- エンジンの運転音はきわめて大きいため、難聴にならないように耳の保護具が必要である。
- パルスジェットエンジンは、始動すると相当な高温になる。ガソリン、メチルエチルケトンなどの燃えやすいが穏やかなグロー燃料よりも揮発性の強い燃料を使う。エンジンは数秒で赤熱温度に達するため、テイルパイプに触れたものは何でも強く燃え上がることになる。飛行時の気流による冷却が期待できない地上では、機体そのものも適当な断熱処理をしておかないと燃えてしまうことがある。そのため、エンジンが始動したら温度が上がらないように出来るだけ早く発航させなければならない。エンジンを包みこんだ形の機体だと、着陸後に発火することもある。